# 北溫德姆 (緬因州)
溫德姆（英語：North Windham）是位於美國緬因州坎伯蘭縣的一個普查規定居民點。

## 人口
根據2020年美國人口普查的數據，溫德姆的面積為17.98平方千米，當中陸地面積為17.42平方千米，而水域面積為0.56平方千米。當地共有人口5274人，而人口密度為每平方千米293.33人。